# Kostel Nanebevzetí Panny Marie (Doubice)
Kostel Nanebevzetí Panny Marie stojí na malém návrší v Doubici. Pozdně barokní sakrální stavba s klasicistními prvky byla postavena v letech 1811–1814. Je farním kostelem Římskokatolické farnosti Doubice. Od roku 1966 je zapsán v seznamu kulturních památek.

## Historie
Až do počátku 19. století neměla Doubice vlastní kostel a obec byla farně příslušná nejprve k Chřibské, poté ke Krásné Lípě. Na stavbu vlastního svatostánku přispěli především místní obyvatelé. Samostatná farnost byla kanonicky zřízena roku 1810, zahrnuty do ní byly obce Doubice a Kyjov. Farní kostel byl postaven v letech 1811–1814 v duchu pozdního baroka s prvky klasicismu, vysvěcen byl 16. dubna 1815. Ve Šluknovském výběžku tedy patří mezi mladší chrámové stavby. Právě proto nebyl v pozdějších dobách přestavován a dochoval se, včetně interiéru, v téměř původní podobě. Těžké časy nastaly po druhé světové válce. Doubice začala být vysídlována, kostel se ocitl stranou zájmu a na jeho údržbu nebyly finance. Pravidelné bohoslužby se soužily do 60. let 20. století, kdy už byl kostel značně zchátralý a propadla se vrchní část věže. S prvními poválečnými opravami začal v roce 1975 tehdejší krásnolipský administrátor P. Alexej Baláž (shodou okolností byla v tomto roce zároveň obec Doubice sloučena s Krásnou Lípou). Na vlastní náklady a bez souhlasu příslušných úřadů opravil střechu kostela, na další opravy nebyly finance. Celkovou rekonstrukcí prošel kostel pod správou administrátora P. Františka Jiráska v letech 1987–1988, kdy byl opraveny vnitřní omítky, fasáda a také střecha věže. Slavnostní vysvěcení provedl 13. srpna 1988 pražský světící biskup Antonín Liška.

Kostel je ve vlastnictví Římskokatolické farnosti Krásná Lípa u Rumburka. Spravován je excurrendo P. Antonínem Sedlákem z Krásné Lípy. Bohoslužby jsou slouženy každou druhou sobotu v měsíci od 17:00 v době od května do října.

## Popis

### Interiér
Stavba má několik typů klenby. V podvěží je placková klenba, v hlavní lodi jsou tři pole placky, která přechází ve valenou klenbu s lunetami nad kruchtou, presbytář je sklenutý polem placky a v závěru konchou. Zařízení s klasicistními prvky pochází z doby výstavby kostela. Nejvýznamnější je hlavní oltář s vyobrazením patronky kostela, dále dva boční oltáře, kazatelna a křtitelnice. Tříramenná empora přechází v kruchtu. Varhany z roku 1820 pochází z dílny Augustina Lehmanna (1768–1838) z nedalekého Krásného Pole. Stály 1200 zlatých, mají dva manuály a 15 rejstříků.

### Exteriér
Doubický kostel je trojlodní, postavený na obdélném půdorysu s polokruhovým presbytářem. Na severní straně navazuje obdélná sakristie. V průčelí je umístěna hranolová věž, která vytváří středový rizalit. Obdélný portál je datovaný rokem 1811. Po obou stranách věže jsou v nikách umístěny sochy Ježíše Krista a Panny Marie. Okna jsou obdélná s odsazeným záklenkem. Omítka je hrubá v barvě žluté, lizény jsou bílé.

### Okolí kostela
Kolem kostela se rozprostírá stále používaný hřbitov. V jeho jihovýchodním rohu stojí původní márnice, přestavěná roku 1988 na malou historizující kapli zasvěcenou Panně Marii Schönstattské. Vnitřek kaple je plochostropý, na oltáři z roku 2012 je umístěn obraz Panny Marie Schönstattské. Hřbitovní kříž naproti hlavnímu vchodu kostela byl přivezen v 80. letech 20. století z Jablonce nad Nisou. Západně od kostela stojí polozděná patrová budova bývalé fary, postavená roku 1814 (v soukromém vlastnictví).

## Galerie

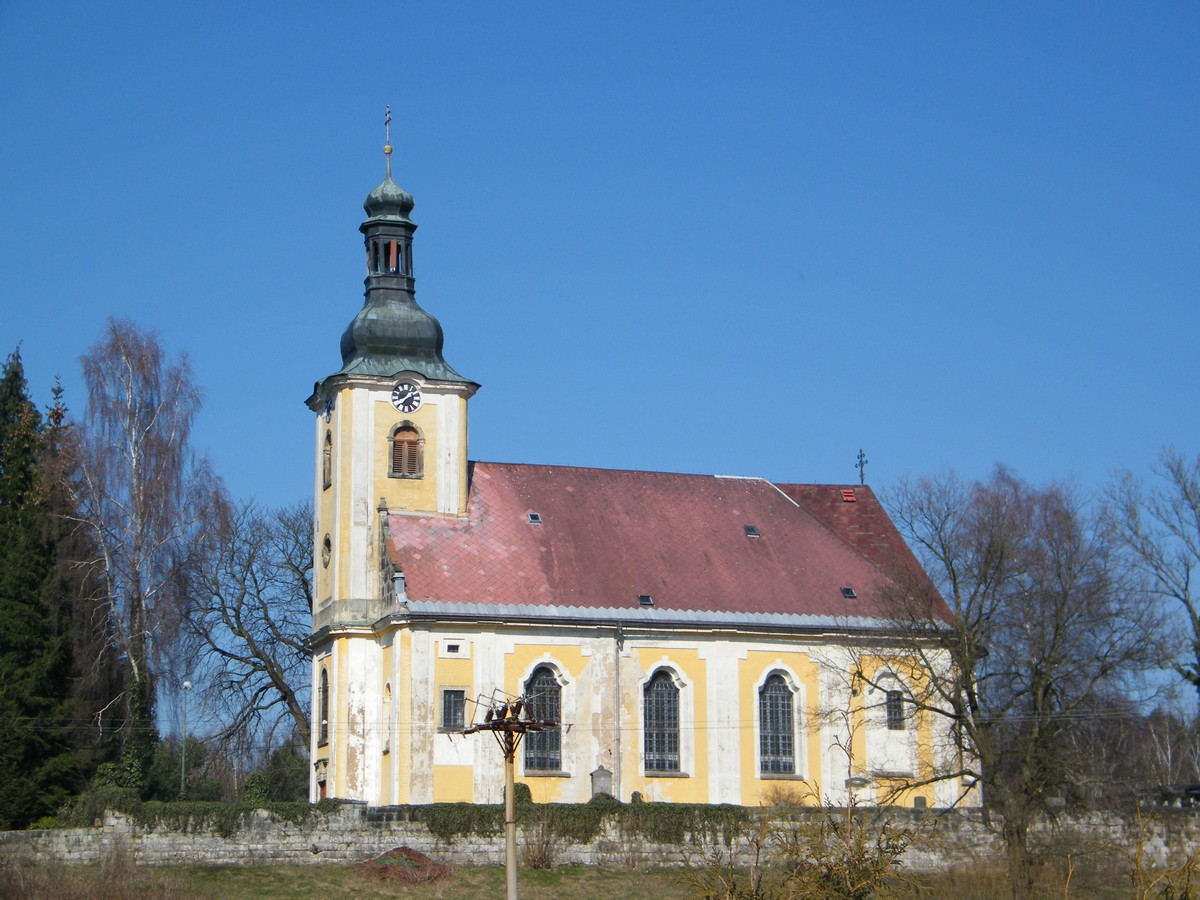
Kostel (2016)
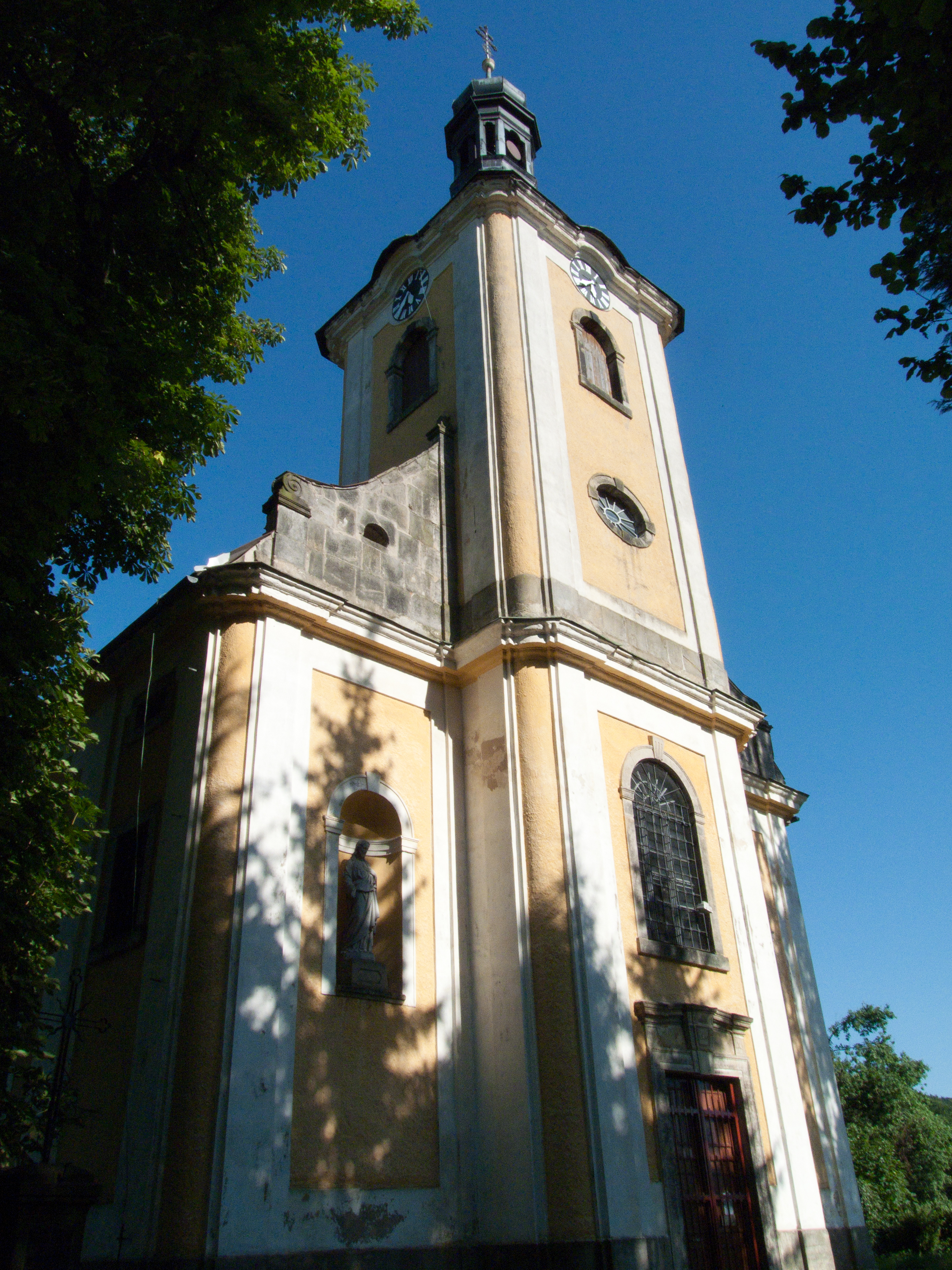
Kostel (2010)
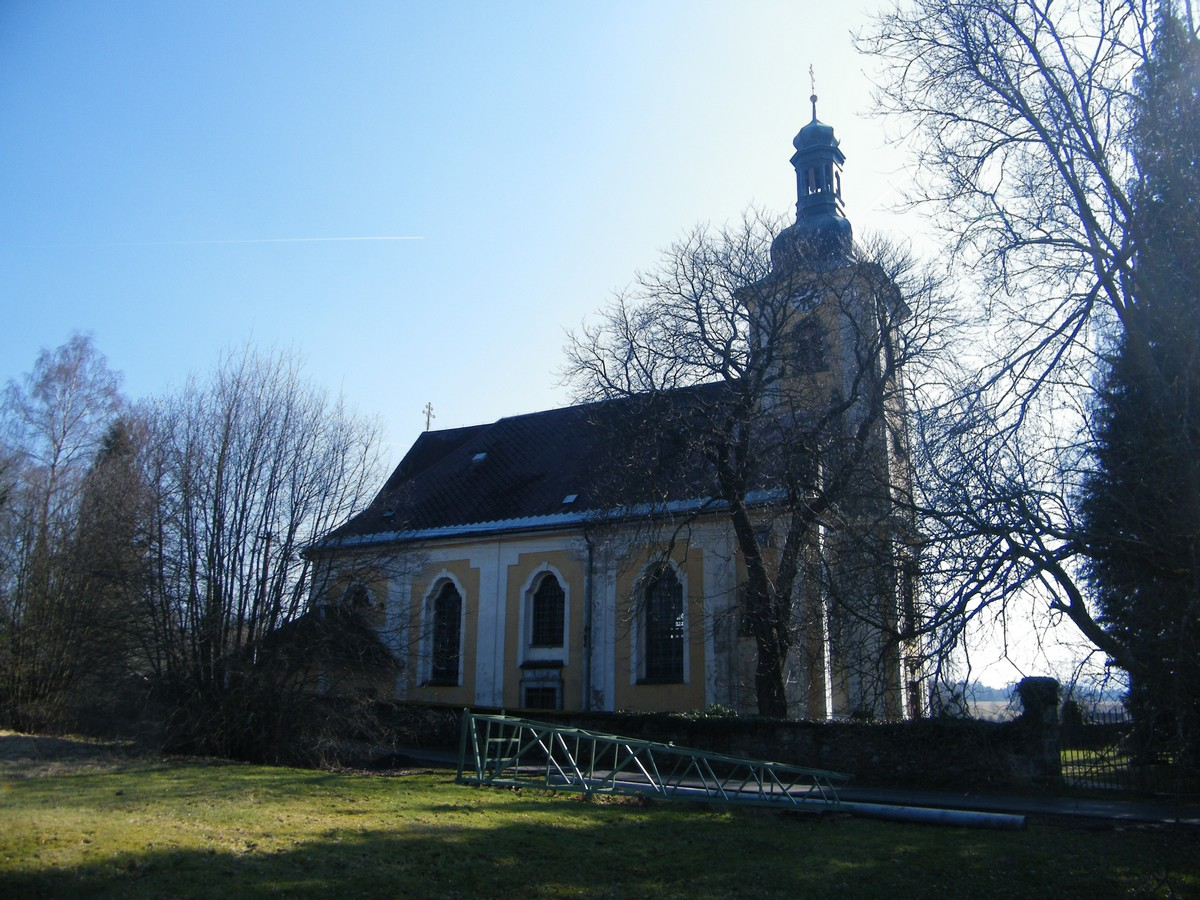
Kostel (2016)
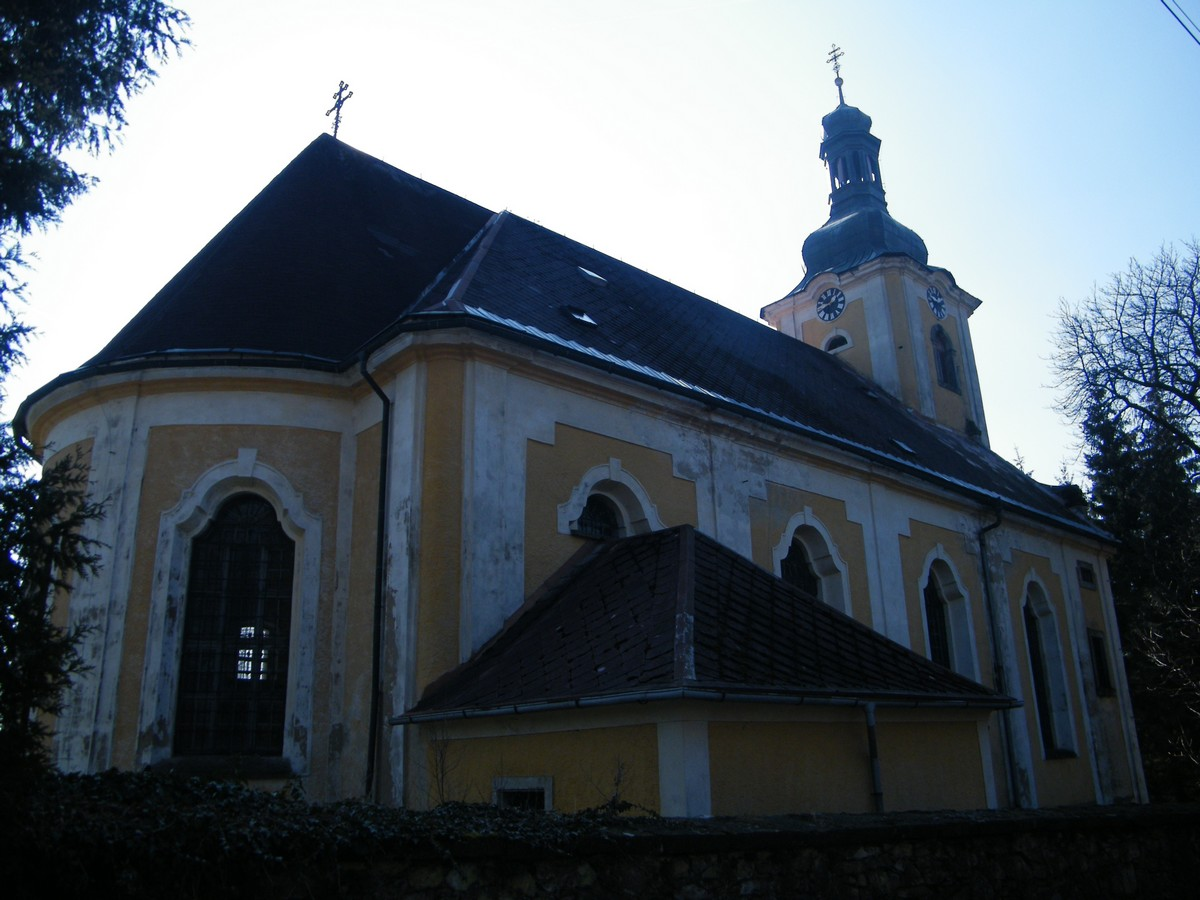
Kostel (2016)
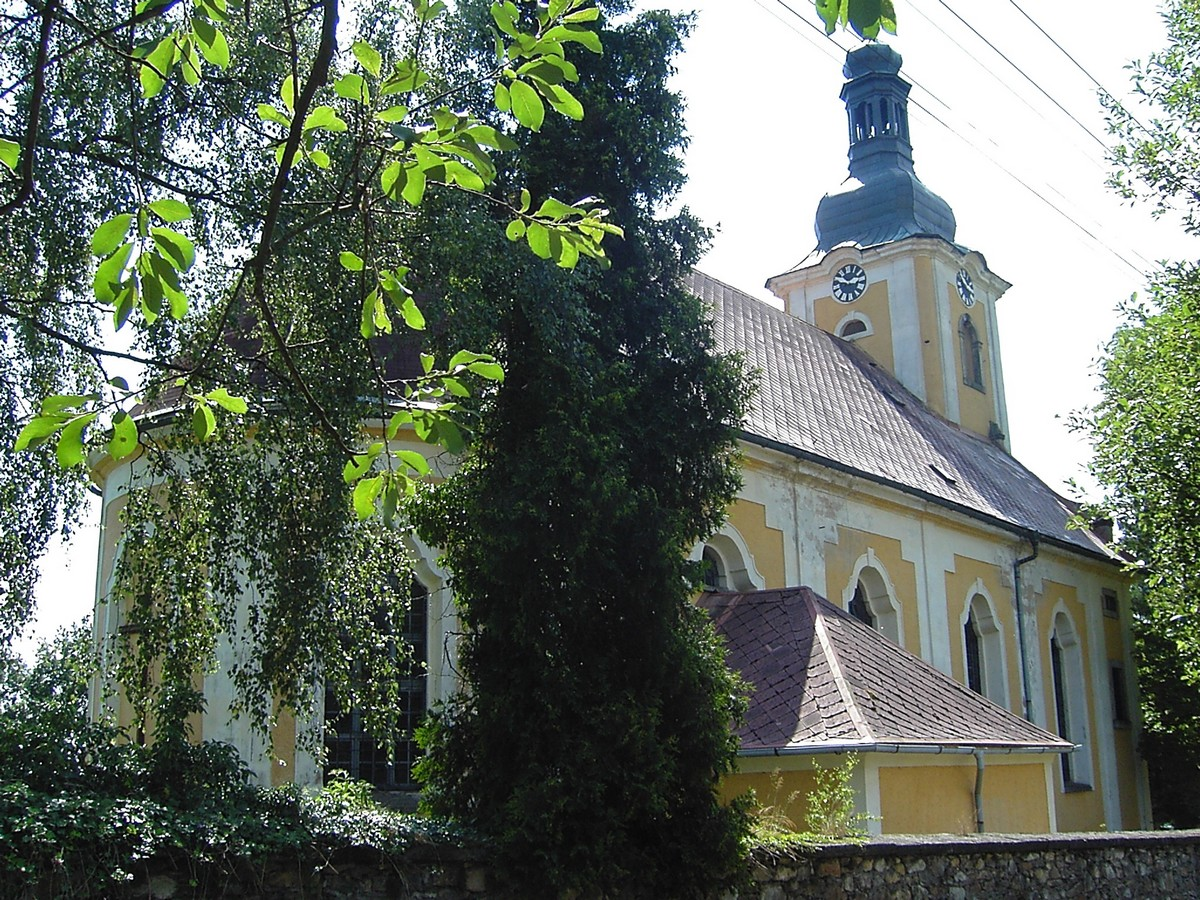
Kostel (2006)
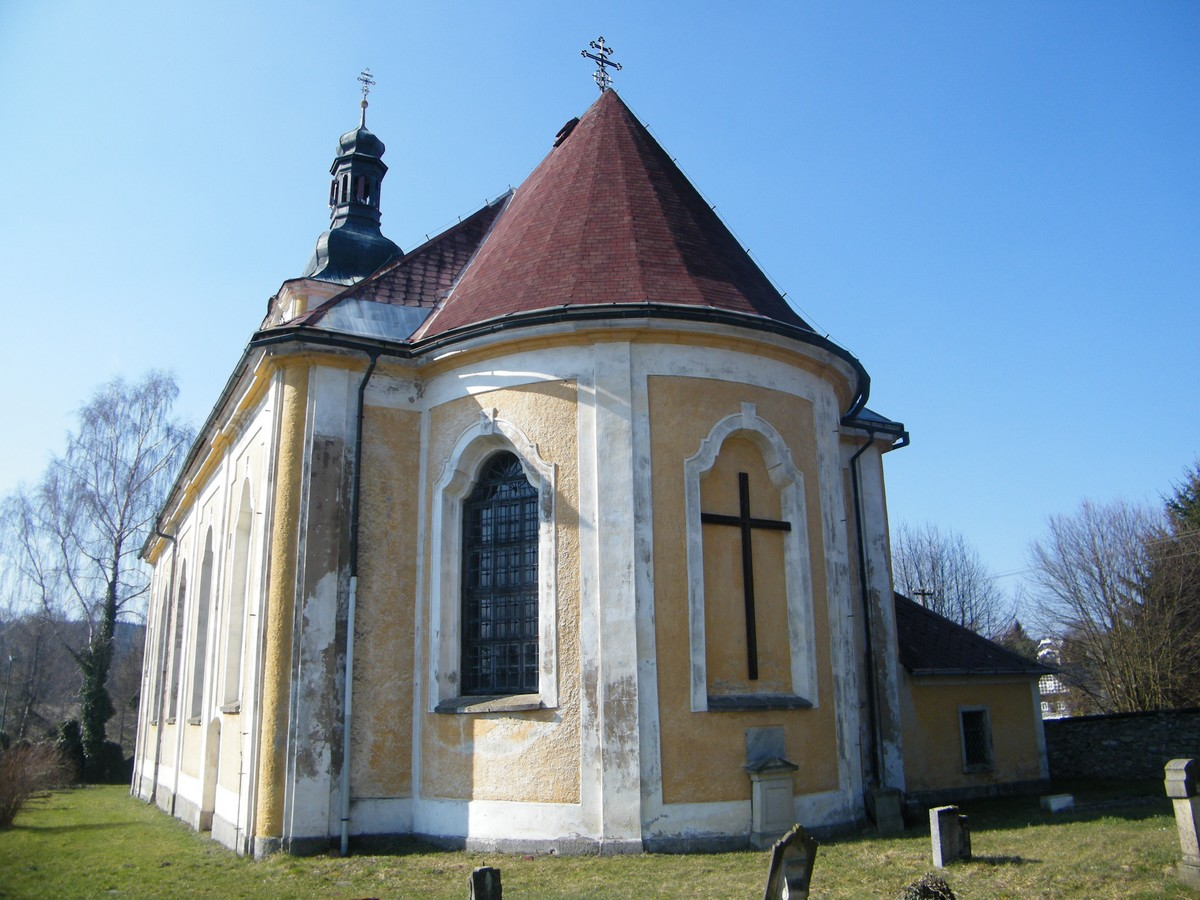
Kostel (2016)
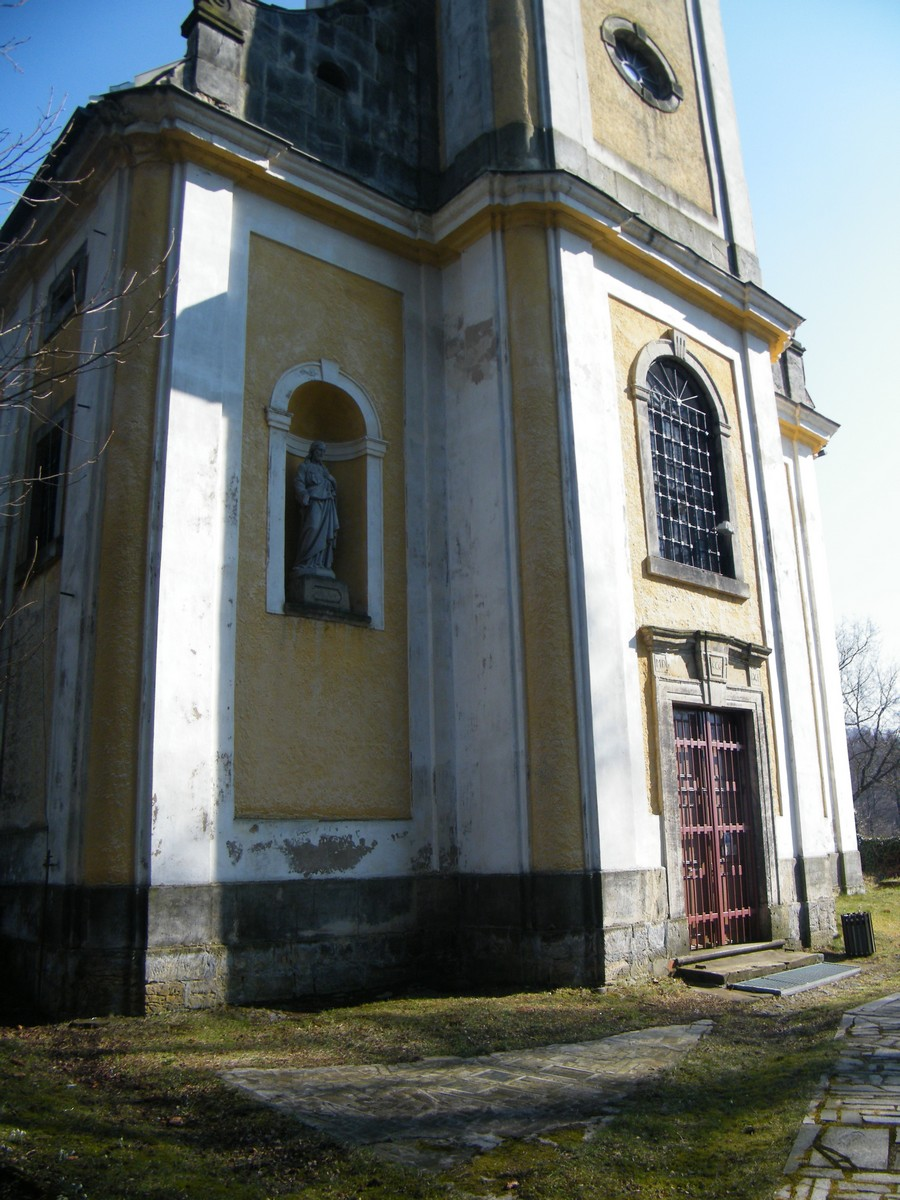
Kostel (2016)
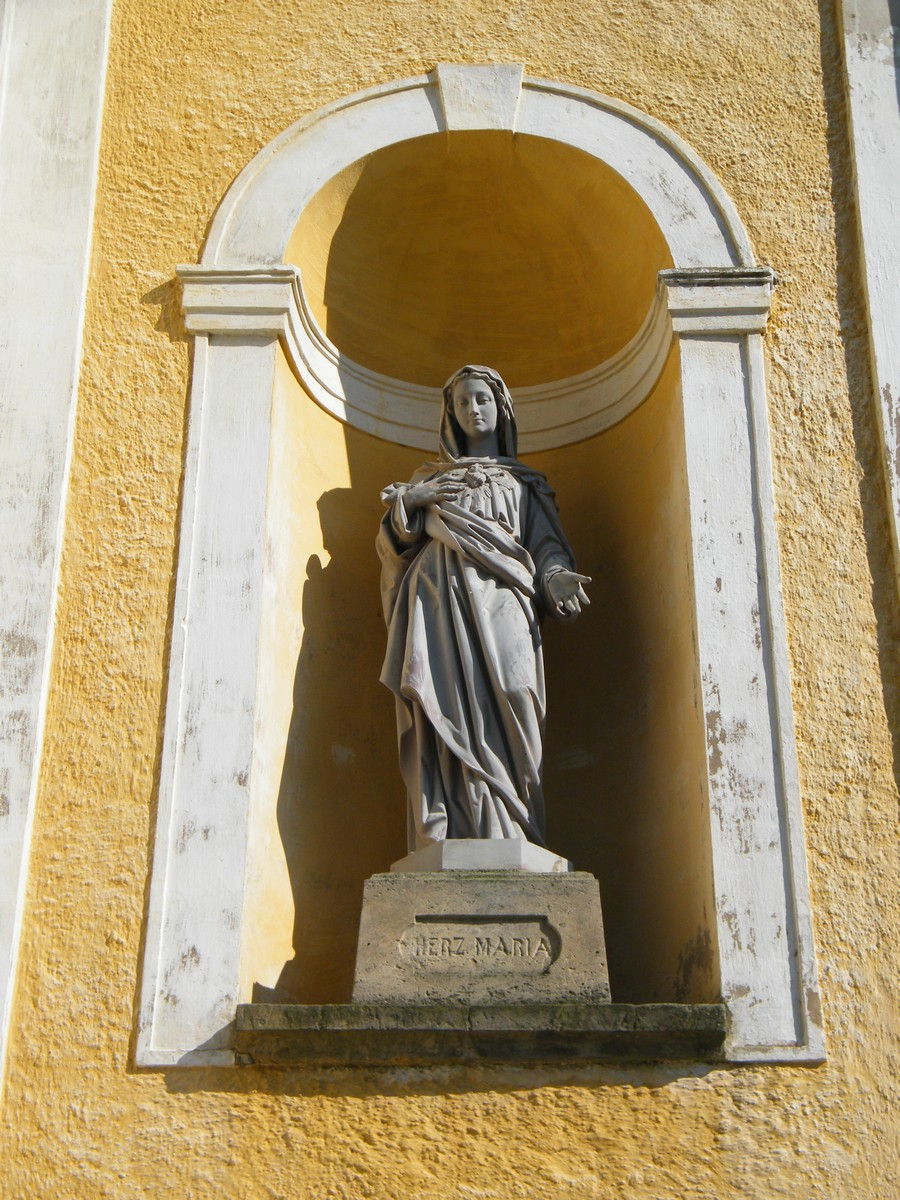
Socha Panny Marie (2016)
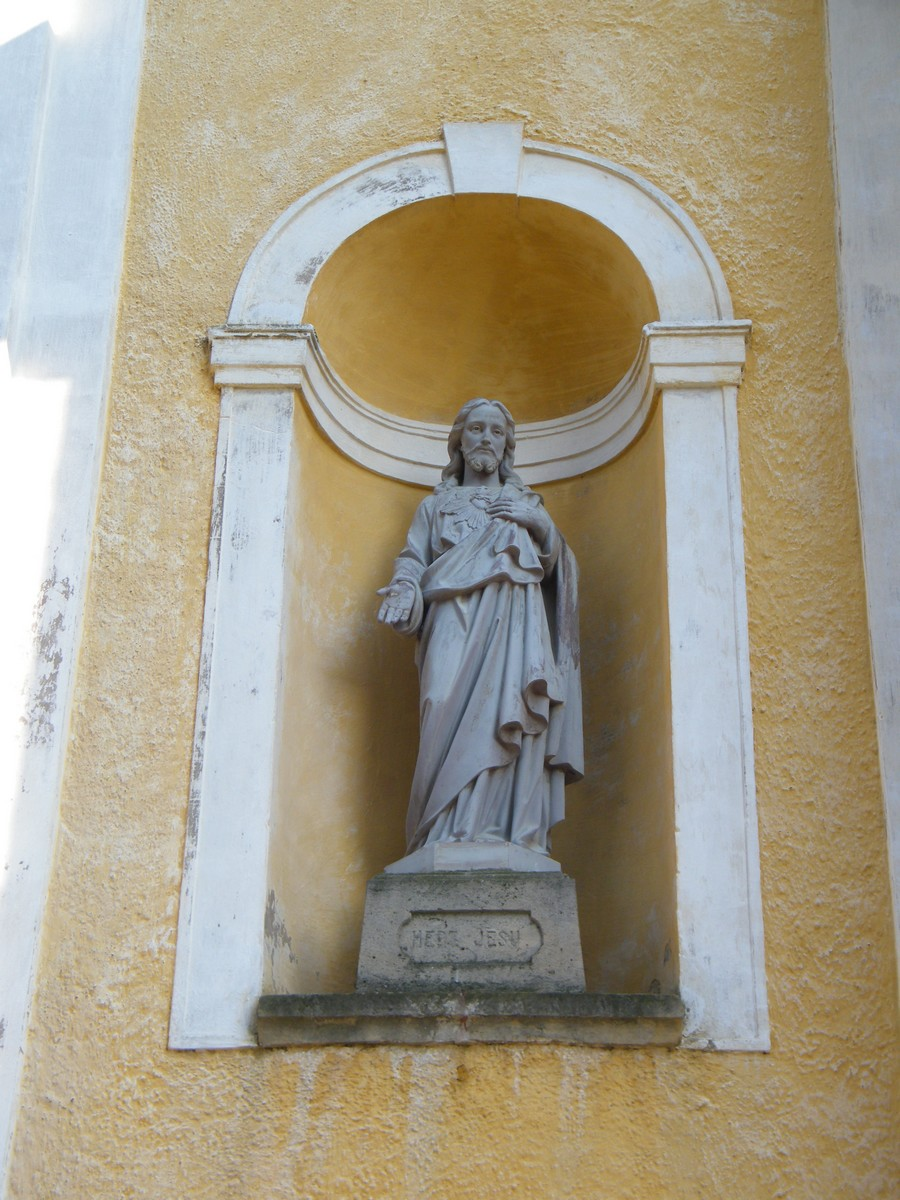
Socha Ježíše Krista (2016)
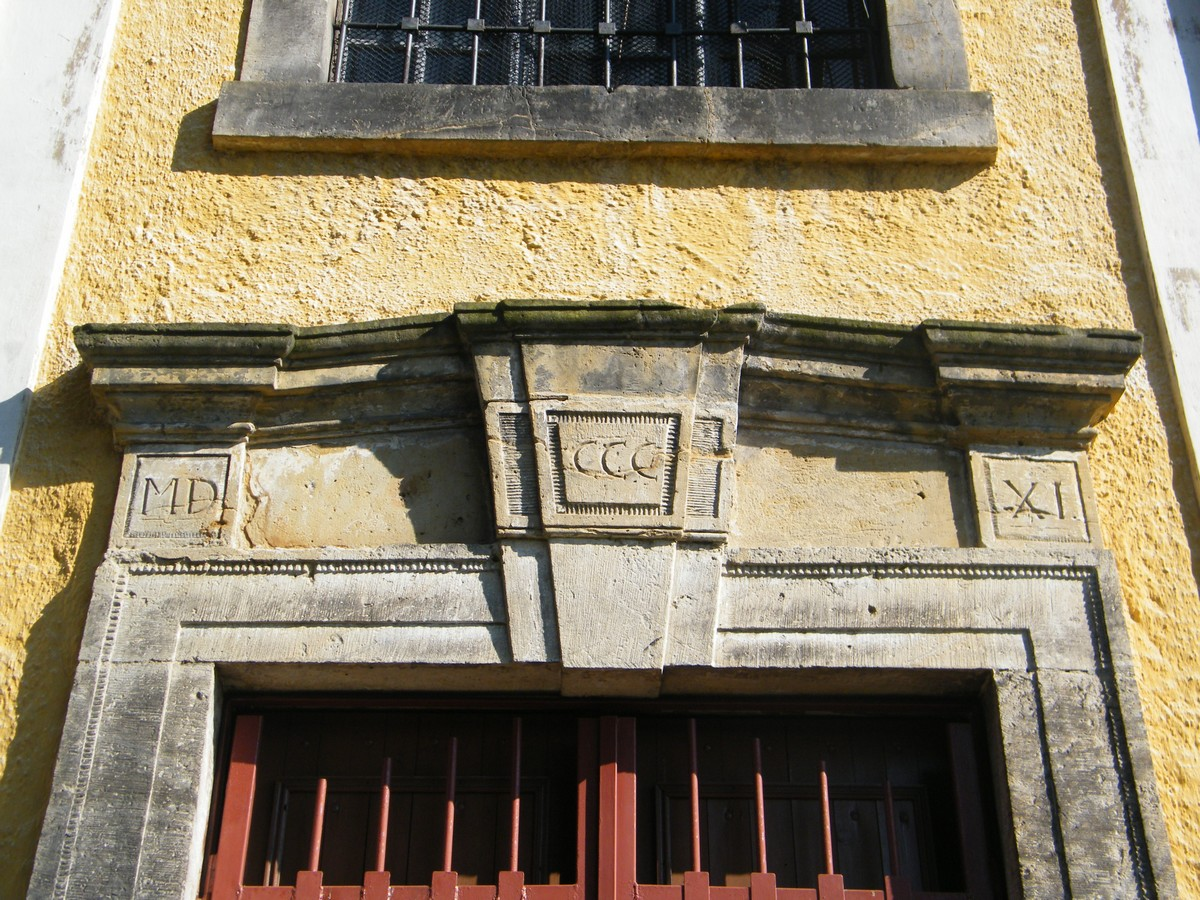
Portál (2016)
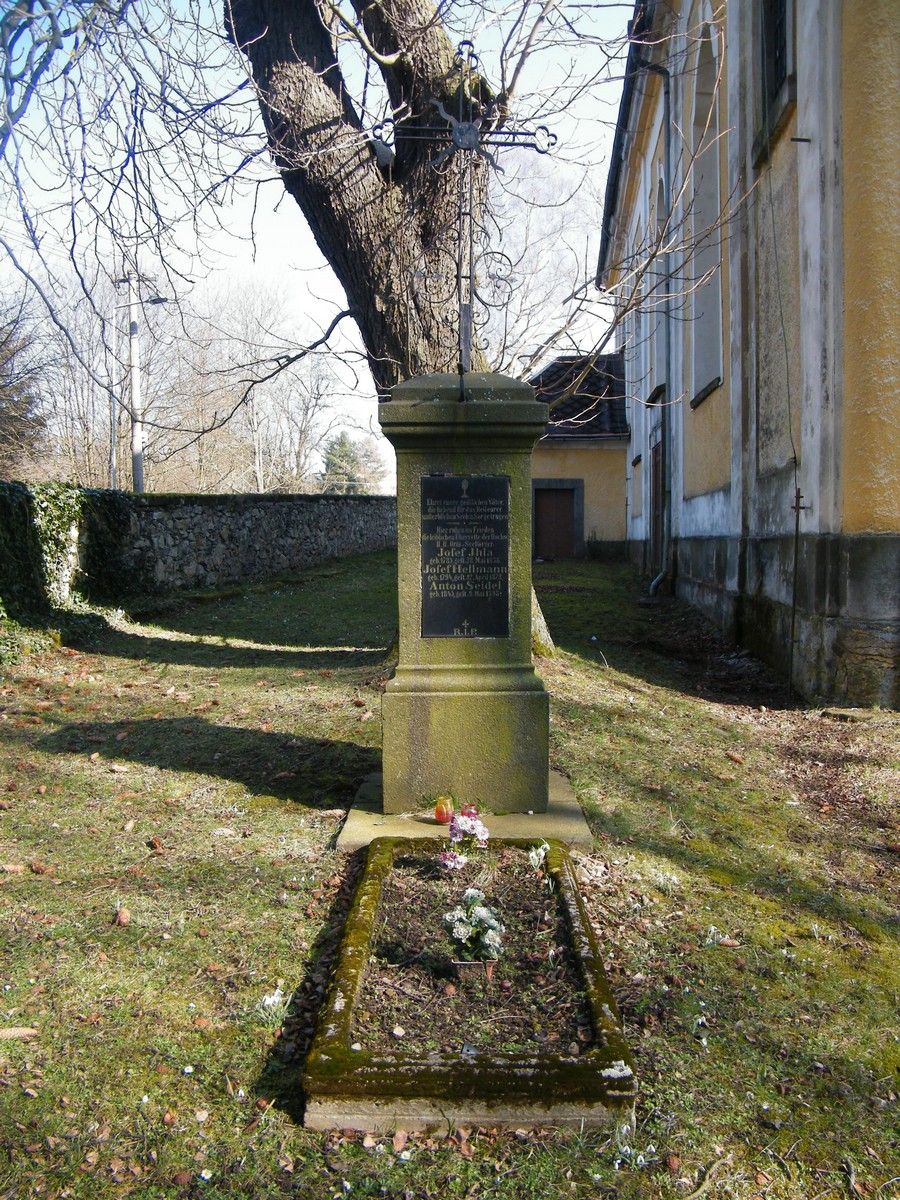
Hrob s křížem před kostelem (2016)
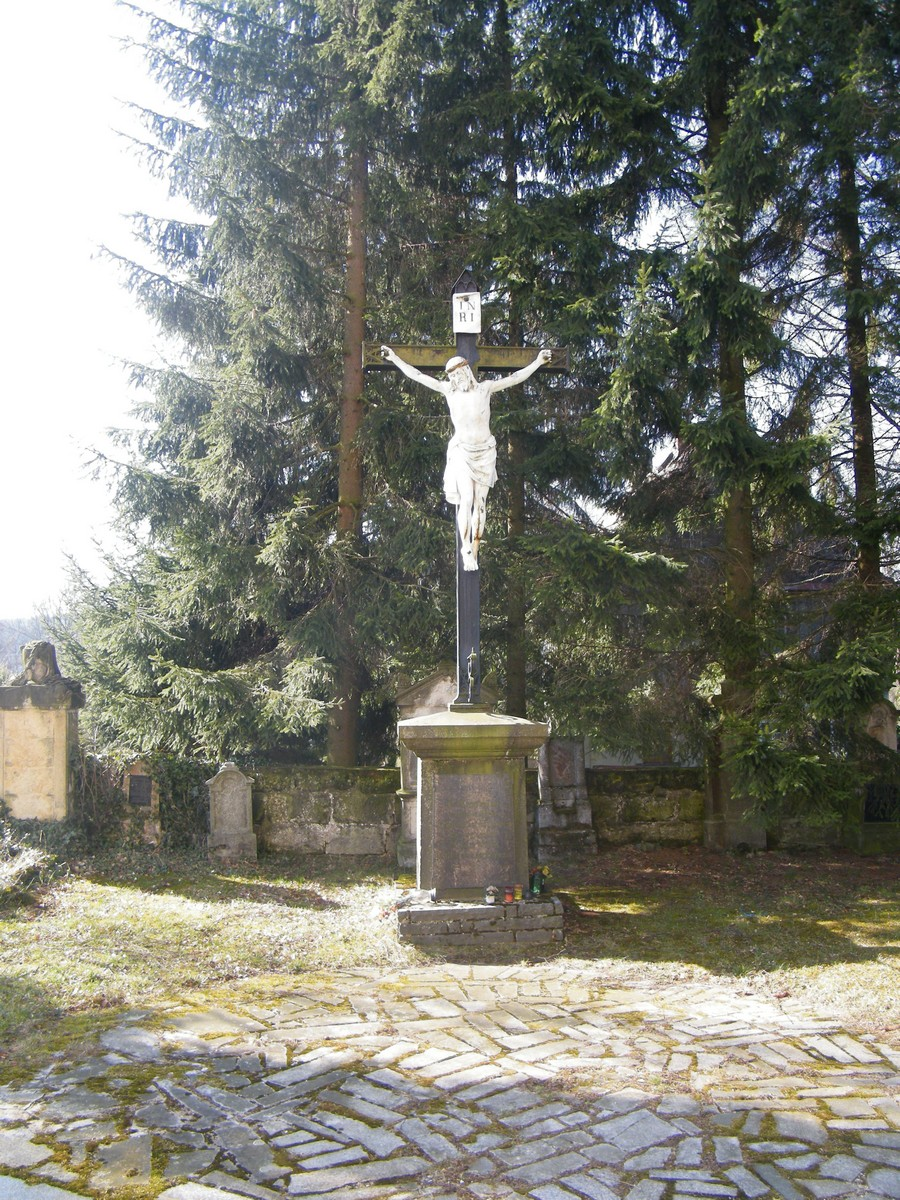
Hřbitovní kříž (2016)
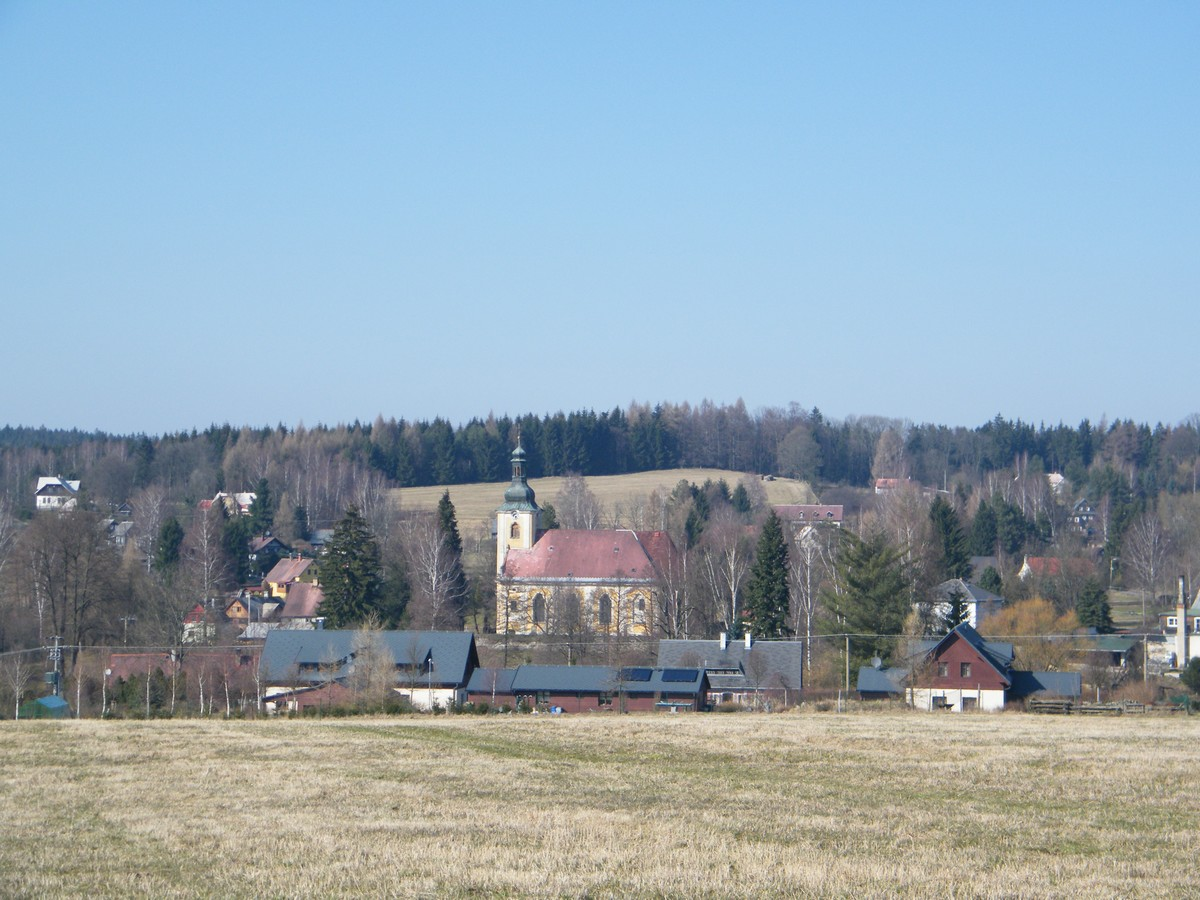
Pohled na kostel od kaple Nejsvětější Trojice (2016)
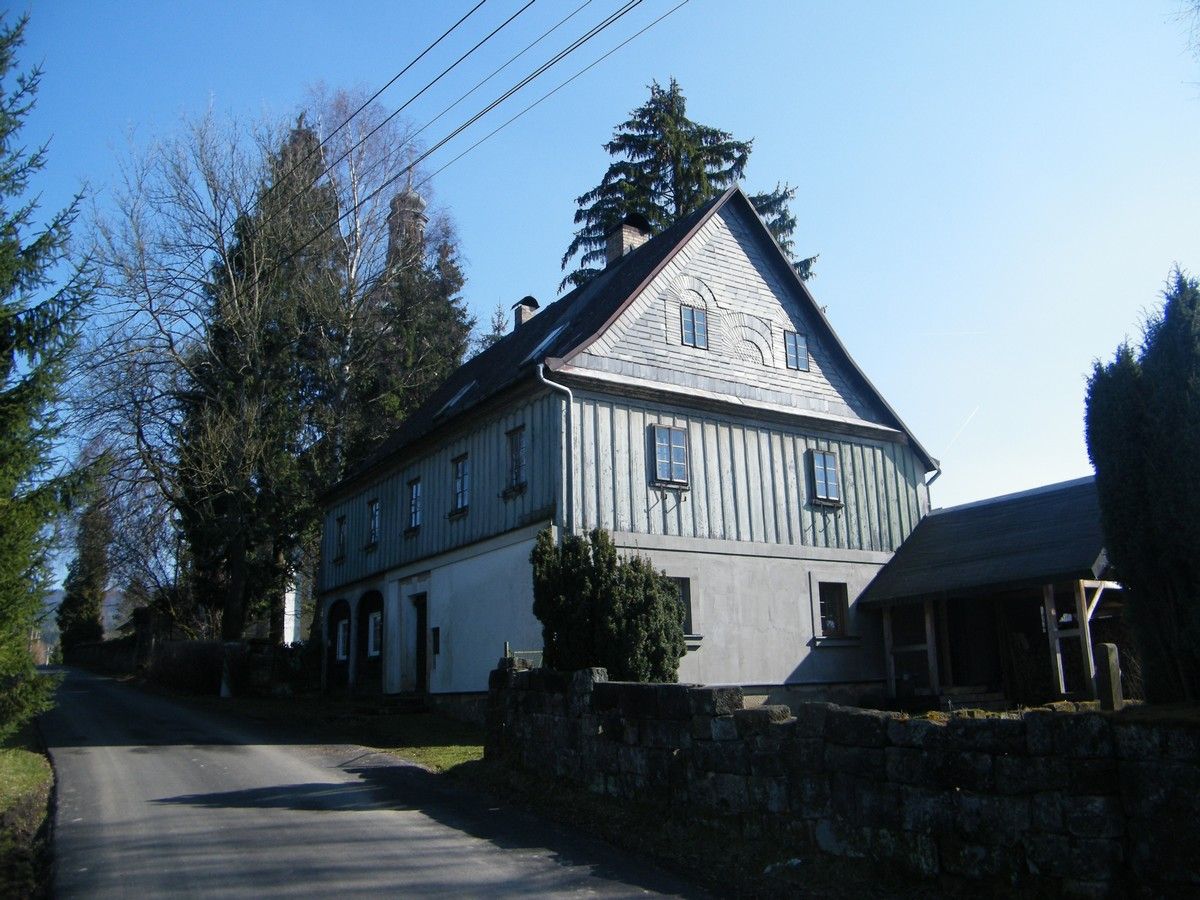
Bývalá fara (2016)
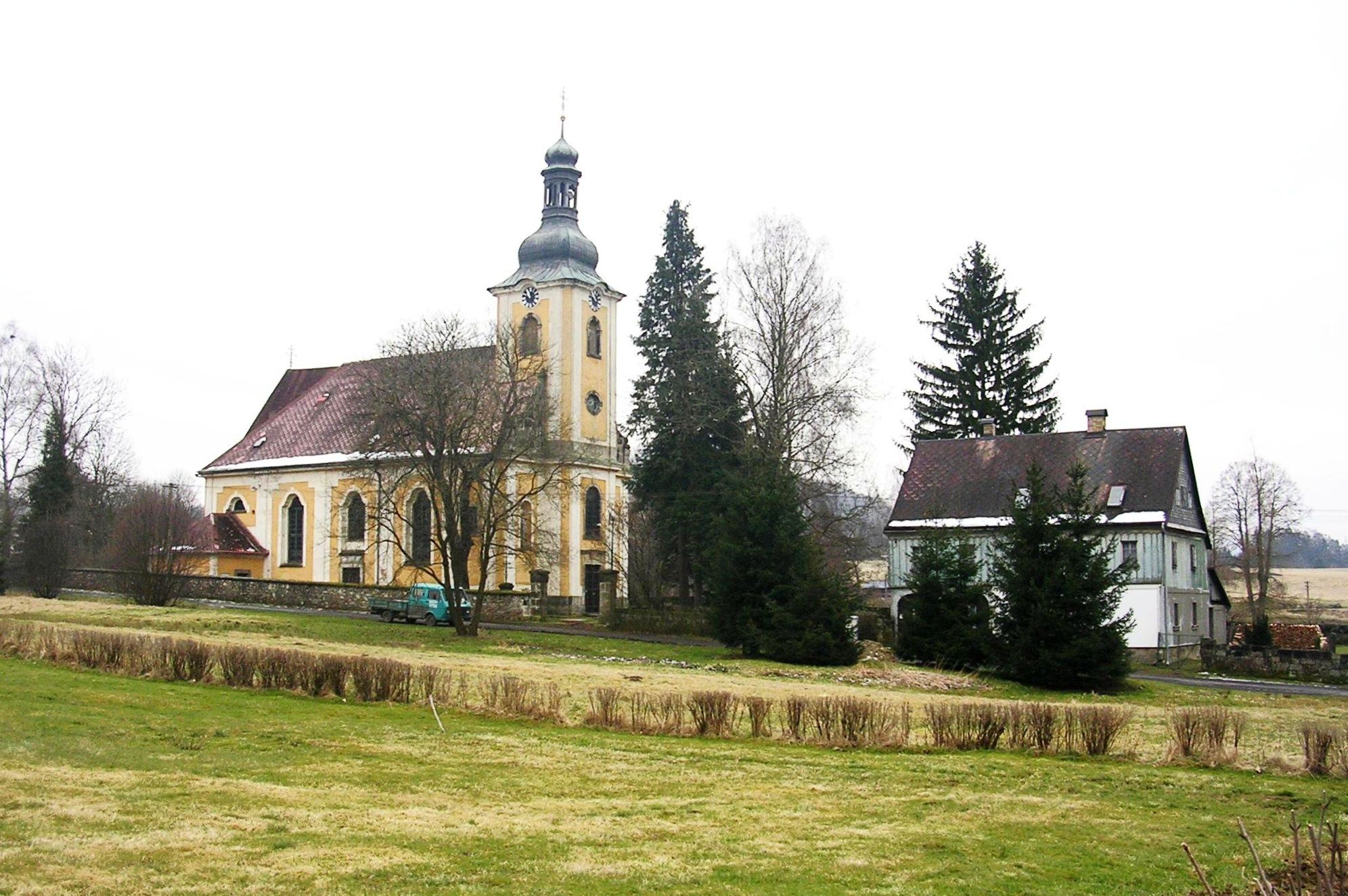
Kostel s bývalou farou (2008)
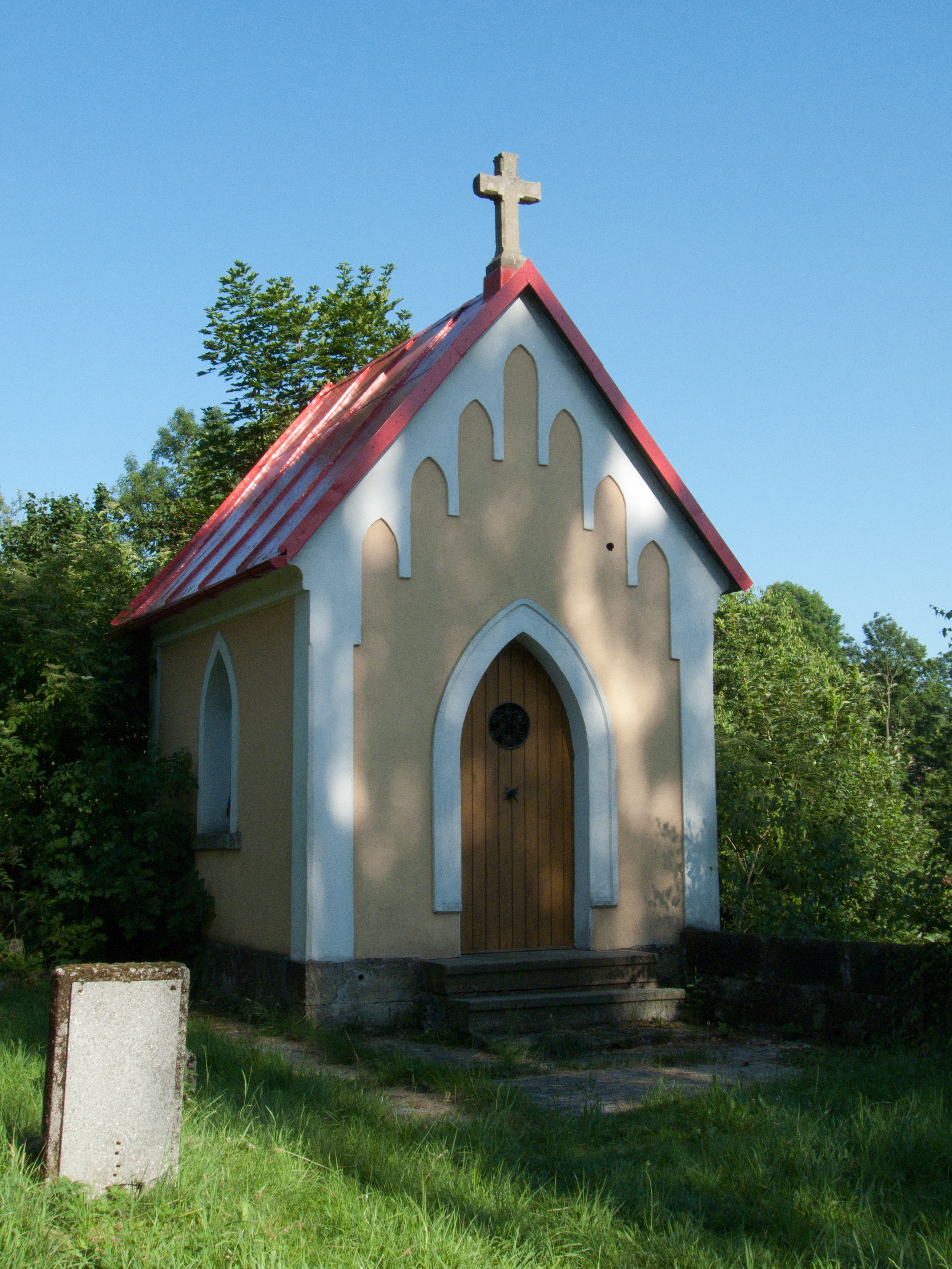
Kaple Panny Marie (2010)